# Фастрих, Ханс-Хеннинг
Ханс-Хеннинг Фастрих (нем. Hanns-Henning Fastrich; род. 23 августа 1963, Дуйсбург, Северный Рейн-Вестфалия) — немецкий хоккеист на траве, полевой игрок. Серебряный призёр летних Олимпийских игр 1988 года, бронзовый призёр чемпионата Европы 1987 года, двукратный чемпион Европы по индорхоккею 1991 и 1994 годов.

## Биография
Ханс-Хеннинг Фастрих родился 23 августа 1963 года в западногерманском городе Дуйсбург.
Играл в хоккей на траве за «Мёнхенгладбахер», в составе которого в 1981 году стал чемпионом ФРГ по хоккею на траве, в 1988 году — по индорхоккею.
В составе сборной ФРГ в 1987 году стал бронзовым призёром чемпионата Европы в Москве. Дважды выигрывал Трофей чемпионов — в 1986 году в Карачи и в 1987 году в Амстелвене. Дважды становился чемпионом Европы по индорхоккею — в 1991 году в Бирмингеме и в 1994 году в Бонне.
В 1988 году вошёл в состав сборной ФРГ по хоккею на траве на летних Олимпийских играх в Сеуле и завоевал серебряную медаль. Играл в поле, провёл 2 матча, мячей не забивал.
За успешное выступление на Олимпиаде был удостоен главной спортивной награды ФРГ Серебряного лаврового листа.
В 1984—1991 годах провёл за сборные ФРГ и Германии 69 матчей, в том числе 59 на открытых полях, 10 — в помещении.
По окончании игровой карьеры изучал экономику. Впоследствии работал в концерне Volkswagen AG, а в 1998—2018 годах в семейной фирме Carl Kühne KG, став руководителем в сферах финансов контроля и информационных технологий.